# La Marolle-en-Sologne
 La Marolle-en-Sologne  es una población y comuna francesa, en la región de Centro, departamento de Loir y Cher, en el distrito de Romorantin-Lanthenay y cantón de Neung-sur-Beuvron.

## Demografía
| 481 | 460 | 429 | 428 | 439 | 355 | 380 |
| Para los censos de 1962 a 1999 la población legal corresponde a la población sin duplicidades (Fuente: INSEE [Consultar]) |     |     |     |     |     |     |